# Insurgência do Boko Haram
A Insurgência do Boko Haram  é um conflito armado entre grupos militantes islâmicos jihadistas e o governo da Nigéria. Trata-se de um fenômeno social recente que contrapõe o fanatismo islâmico e o governo central nigeriano, o primeiro para a inclusão da "sharia" em todos os estados da Nigéria e de maioria não-muçulmana e o segundo pela luta contra o que consideram "avanço avassalador da violência anti-cristã".
Segundo alguns relatos, a violência perpetrada pelo Boko Haram teria matado mais de 50 mil pessoas diretamente, além de ter forçado milhares de pessoas a se deslocarem de suas casas pelas devastadas cidades devido a confrontos e tumultos, especialmente na parte norte da Nigéria.

## Causas

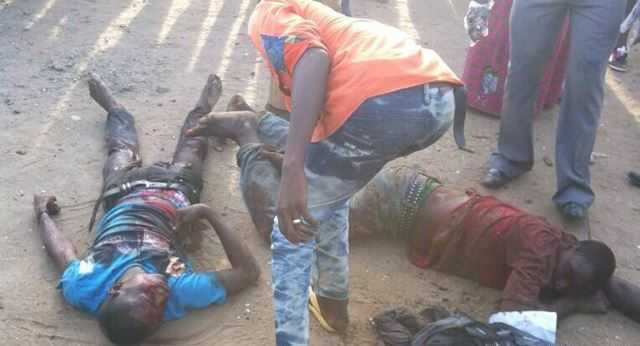
Vítimas de um atentado terrorista perpetrado pelo grupo Boko Haram, em abril de 2014.

De acordo com um estudo sobre a demografia e a religião na Nigéria, os muçulmanos formam 50,5% da população. Eles vivem principalmente no norte do país. A maioria dos muçulmanos da Nigéria são sunitas. Os cristãos são o segundo maior grupo religioso e compõem 48,2% da população. Eles predominam no centro e no sul do país, enquanto seguidores de outras religiões constituem 1,4% .
Como muçulmanos formam estritamente a maioria da população, muitos deles procuram introduzir a Sharia - lei islâmica - como principal fonte de legislação. Os 12 estados do Norte introduziram a sharia como base do executivo e do judiciário, nos anos 1999 e 2000. Nos últimos anos, o conflito sectário tem se intensificado.
Um grupo que vem ganhando destaque é o Boko Haram que já tomou mais de vinte cidades no nordeste nigeriano, sobretudo nos estados de Yobe e Borno e nas proximidades da fronteira com o norte de Camarões. O grupo extremista islâmico vem cometendo atrocidades contra cristãos, sequestram meninas e mulheres, estupram, praticam comércio de seres humanos e realizam saques.

## Conflitos
As descrições dos refugiados sobre as condições em Bama no início de setembro, contradizem as alegações das forças armadas nigerianas. Os militares dizem que tropas apoiadas por helicópteros armados arrancaram a cidade e Bama do controle dos extremistas.
Moradores que fugiram de Bama para a cidade mais próxima de Maiduguri no início de setembro de 2014, dizem que o esforço governamental não é suficiente para expulsar os insurgentes do Boko Haram de algumas cidades, testemunhas e relatórios de agências independentes afirmam que os extremistas circulam livremente nas estradas do nordeste da Nigéria. De acordo com Agência Nacional de Gestão de Emergência do Governo só em setembro eram mais de 12.000 refugiados de Bama. Dezenas de pequenas cidades e aldeias foram dominadas pelos terroristas em todo estado de Borno.
O governo da Nigéria tem respondido ao grupo com uma campanha de bombardeios e comprando novos equipamentos para Força Aérea. A legislação da Nigéria está atualmente considerando um empréstimo de US$ 1 bilhão para os militares.
Alguns dos combatentes do grupo estão acampados em prédios do governo, delegacias de polícia e prisões, mas boa parte deles vive e atua em cidades e territórios conquistados. Jacob Zenn um analista político africano alertou que as estratégias da força aérea não estão funcionando e que os extremistas podem ir para a selva se esconder dos ataques e depois voltar.
Um relatório da Chatham House (Instituto Real de Assuntos Internacionais), aponta que os soldados no nordeste estão sofrendo de mau funcionamento de equipamentos, moral baixa, deserções e motins. Apesar do grande aumento de gastos do governo com o exército, pouca parte desse apoio encontrou seu caminho para as linhas de frente já que muitas das tropas que lutam contra a Boko Haram foram pagas com atraso, e por vezes, alguns soldados não receberam.

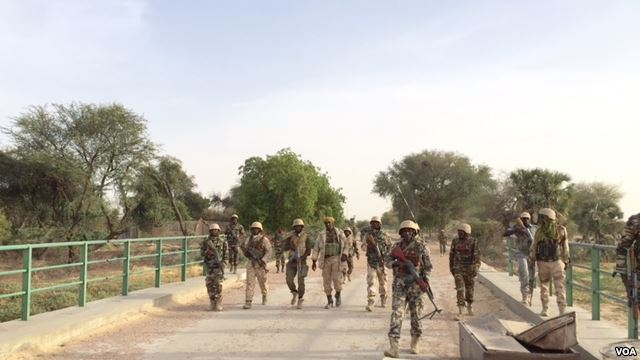
Soldados do Níger, na cidade de Dogondoutchi, próximo a fronteira com a Nigéria, conduzindo uma operação anti-terrorismo.

Uma matéria do The Washington Post alega que o governo está perdendo o controle do nordeste do país e não se empenha tanto em combater o grupo.
O Boko Haram tem erguido bandeiras sobre as cidades que invadiu, forçando qualquer morador a seguir sua versão estrita da sharia.
No começo de 2015, as forças armadas nigerianas, apoiados por diversas nações da África Ocidental (como o Chade, o Níger e Camarões), lançaram diversas ofensivas, nas regiões norte e leste da Nigéria, para tentar expulsar os militantes do Boko Haram destas áreas. A estratégica cidade de Damasak foi retomada pelas tropas africadas em março, após uma semana de combates (pelo menos 200 islamitas foram mortos), marcando uma das primeiras vitórias significativas da nova aliança regional para combater o Boko Haram e seus simpatizantes. Ao fim de março, a importante cidade de Gwoza, no noroeste da Nigéria, também conquistada pelo exército nigeriano. Este município era considerado o quartel-general do Boko Haram na região.
Em abril de 2015 o exército nigeriano já havia retomado boa parte da região nordeste do país. A luta na maioria das frentes se tornou então em um confronto de guerrilha e contra-insurgência após o Boko Haram ter perdido boa parte do seu território.
Desde 2016, o grupo sofria de uma disputa interna entre a facção que apoiava Abu Musab al-Barnawi (líder do Estado Islâmico da Província da África Ocidental) e o grupo que permaneceu leal a Abubakar Shekau (o Jamaat Ahlus Sunnah li Dawah wal Jihad). Os dois grupos frequentemente se digladiavam em pequenas escaramuças. Em maio de 2021, durante uma reunião, Shekau detonou um cinturão explosivo que carregava em si, matando a ele próprio e um dos comandantes de al-Barnawi, teoricamente assim encerrando o racha dentro do grupo.